# امباگاراتور
امباگاراتور (به انگلیسی: Ambagarathur) یک منطقهٔ مسکونی در هند است که در پودوچری واقع شده‌است.